# Pierinae
Pierinae là một phân họ bướm Pierid bao gồm các loài sau (các loài bổ sung có thể tìm thấy dưới các tông liệt kê ở hộp bên phải):

## Hình ảnh

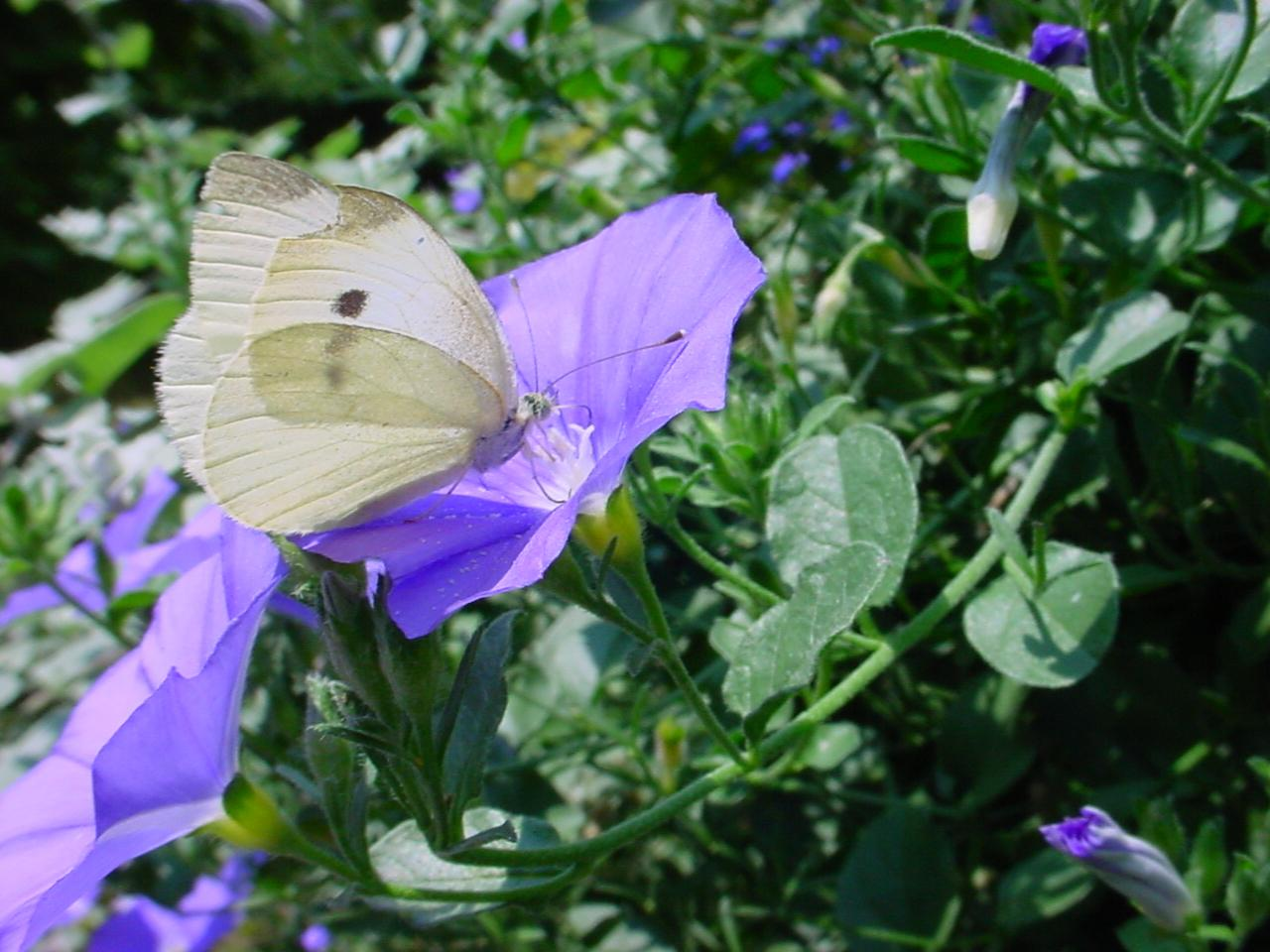
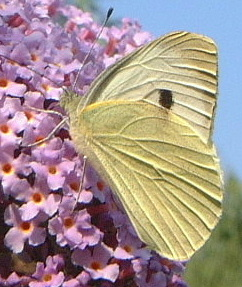
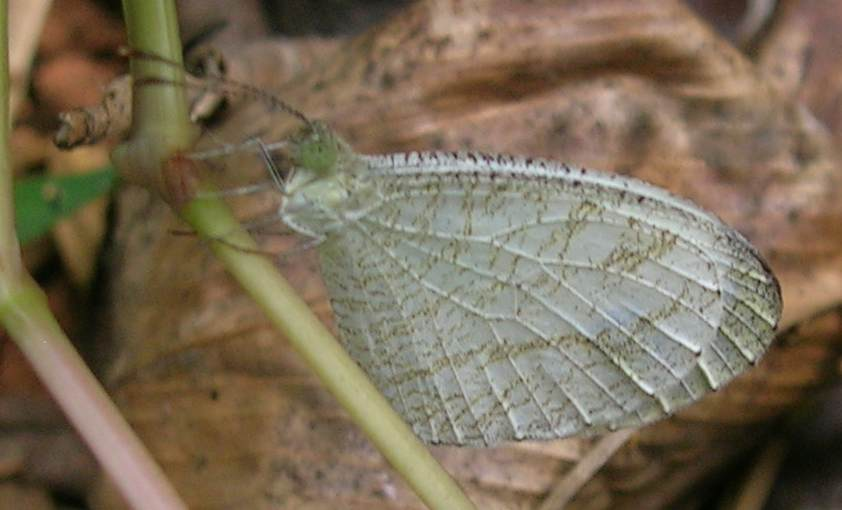
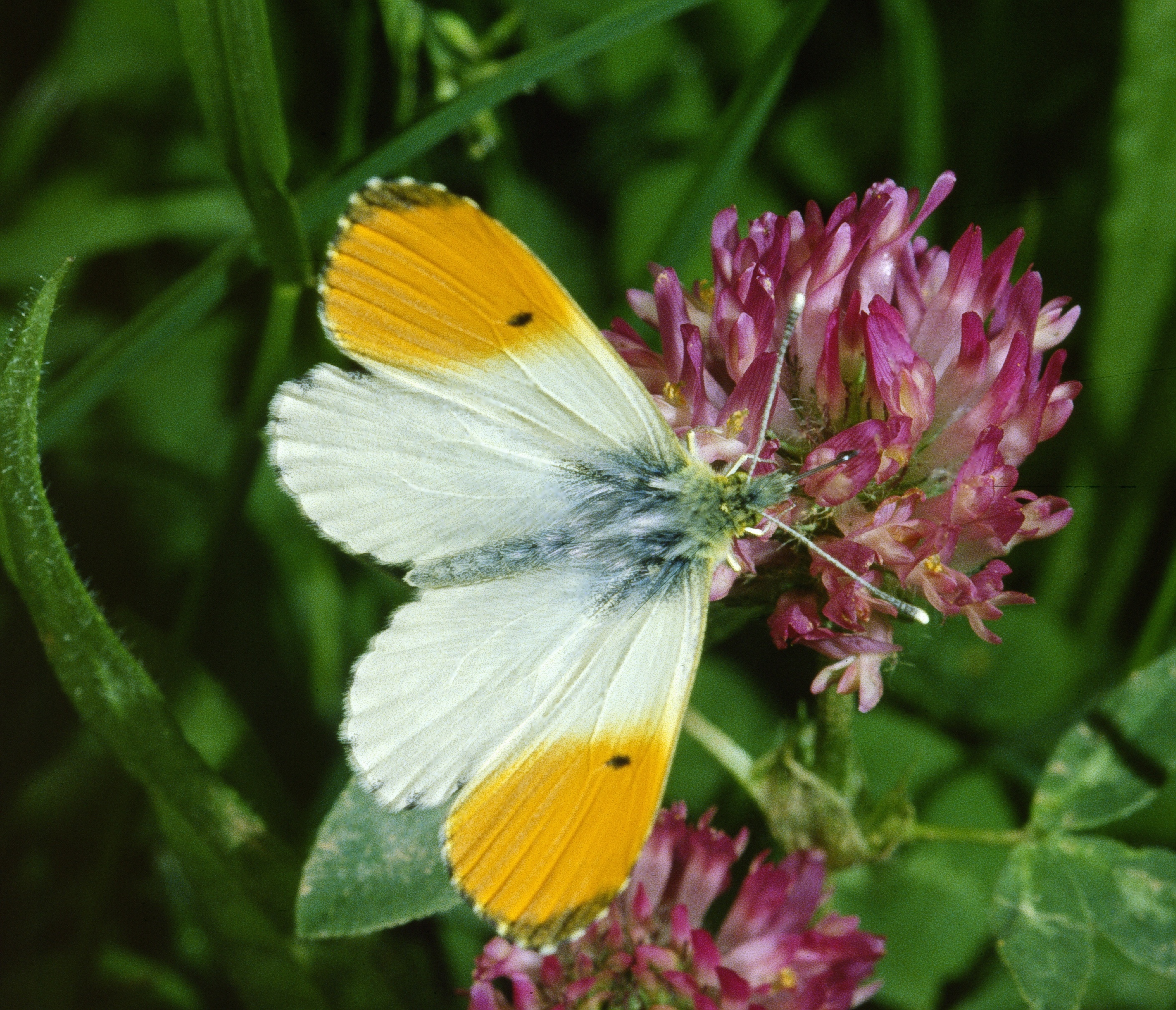
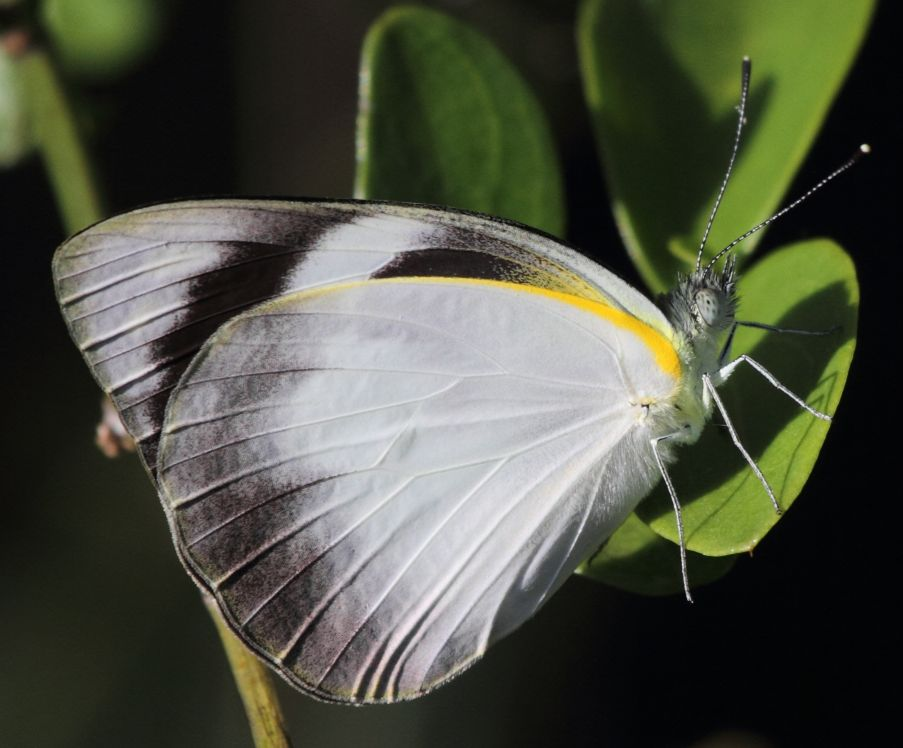
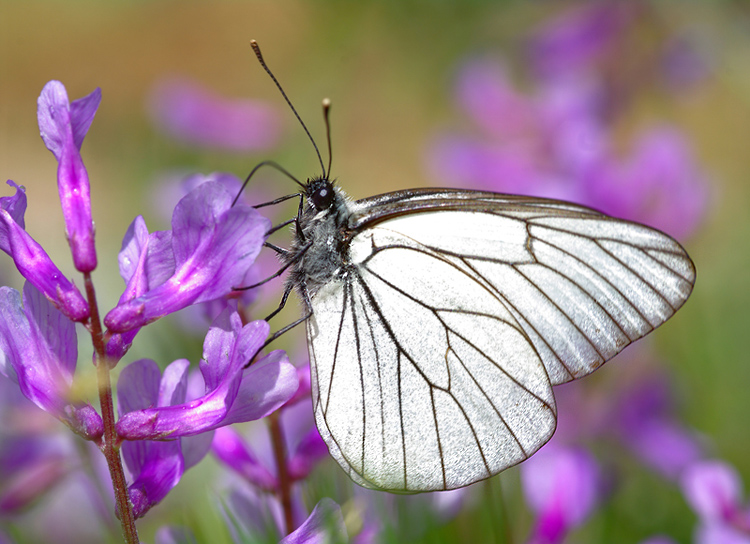
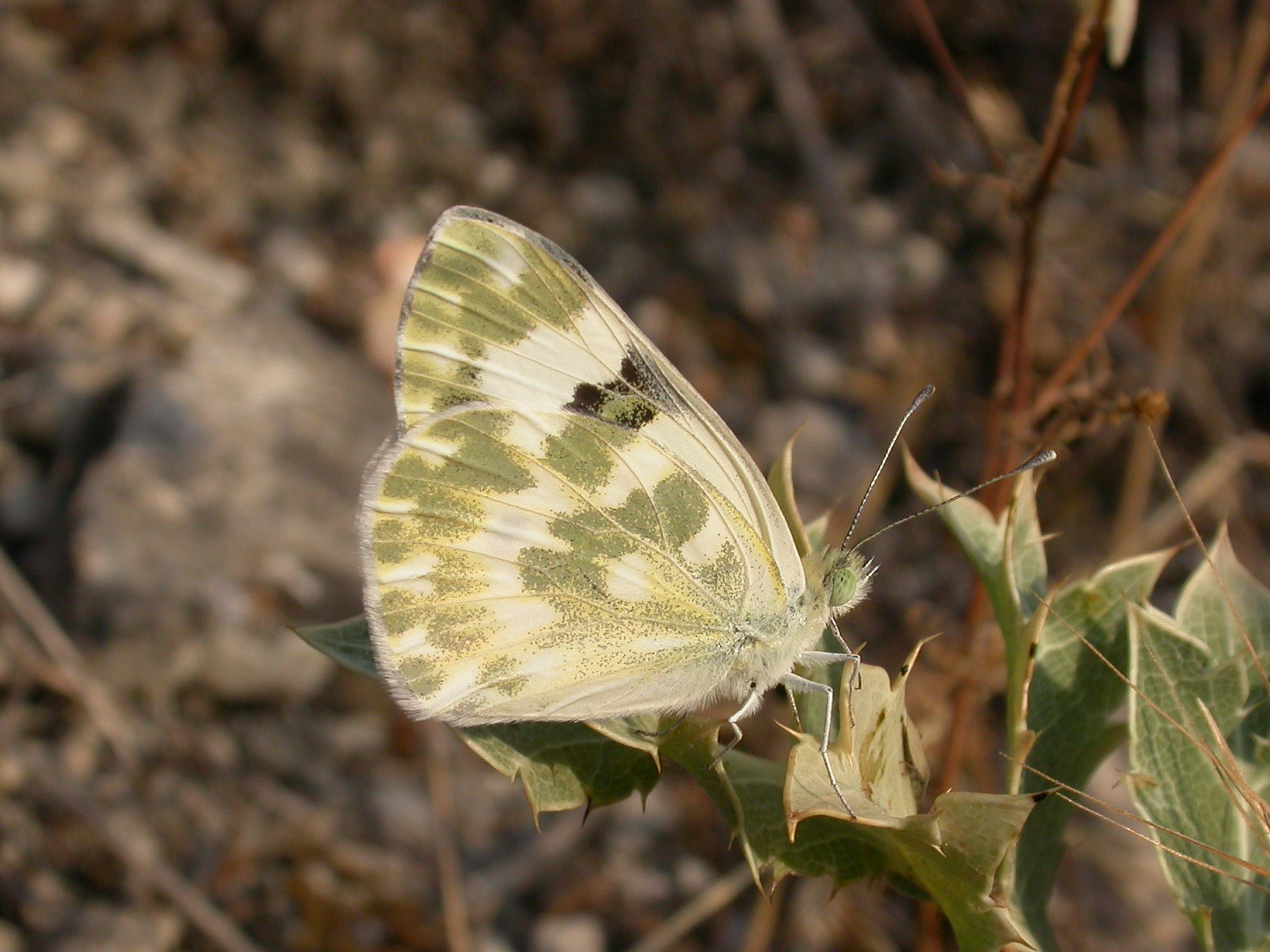

## Các loài
- Arctic White
- Catalina Orangetip
- Desert Orangetip
- Eastern Orange Tip
- Falcate Orangetip
- Gray Marble
- Green-striped White
- Greenish Black-tip
- Grüner's Orange Tip
- Large White (Pieris brassicae)
- Margined White
- Mexican Orangetip
- Morocco Orange Tip
- Mustard White
- Newfoundland White
- Olympia Marble
- Provence Orange Tip
- Reichel's Margined White
- Red-splashed Sulphur
- Sara's Orangetip
- Small White (Pieris rapae)
- Southern Rocky Mountain Orangetip
- Southwestern Orangetip
- Stella Orangetip
- Utah Stella Orangetip
- West Virginia White Butterfly
- Western Dappled White
- Yellow Tip